# تناجر سماوي المؤخرة
تناجر سماوي المؤخرة (الاسم العلمي: Tangara cabanisi)، هو نوع من الطيور يتبع فصيلة التناجر ضمن رتبة العصفوريات.